# 빌리암 보빙
빌리암 보빙 빅 (Willian Bøving Vick, 2003년 3월 1일 ~ )는 덴마크의 축구 선수이며, SK 슈투름 그라츠에서 공격수로 뛰고 있다.